# Margarites huloti
Margarites huloti is een slakkensoort uit de familie van de Margaritidae. De wetenschappelijke naam van de soort is voor het eerst geldig gepubliceerd in 2006 door Vilvens & Sellanes.